# Фукус
Фу́кус («морской дуб», «царь-водоросль», «морской виноград», лат. Fucus) — род бурых водорослей. Представители встречаются на литорали и в сублиторали практически по всему миру. Определяют облик каменистой литорали северных морей. Фукус добывают в Белом море частные компании по добыче морских биоресурсов — KarjalaKelp в Беломорске, Архангельский водорослевый комбинат в Архангельске.

## Жизненный цикл
Жизненный цикл фукуса практически такой же, как и у остальных бурых водорослей, но гаплоидная фаза представлена только гаметами. Бурые водоросли чередуют гаплоидное (гаметофит) и диплоидное (спорофит) поколения. Тип жизненного цикла, в котором гаметофит морфологически не отличается от спорофита, называют изоморфным. В гетероморфном жизненном цикле гаметофит бурых водорослей обычно имеет микроскопические размеры и выглядит как система разветвлённых нитей. Продуктами гаметофита являются мужские и женские гаметы, которые, сливаясь, дают начало новому спорофиту.

## Использование
Фукус наряду с другими бурыми водорослями используют в косметологии для проведения водорослевых обёртываний.
Нередко употребляются как добавка к пище. Эти водоросли обеспечивают организм человека витаминами, аминокислотами, полиненасыщенными жирными кислотами. Кроме того, в их состав входит компонент фукоидан, обладающий противовирусным, противоопухолевым, иммунорегулирующим свойствами.

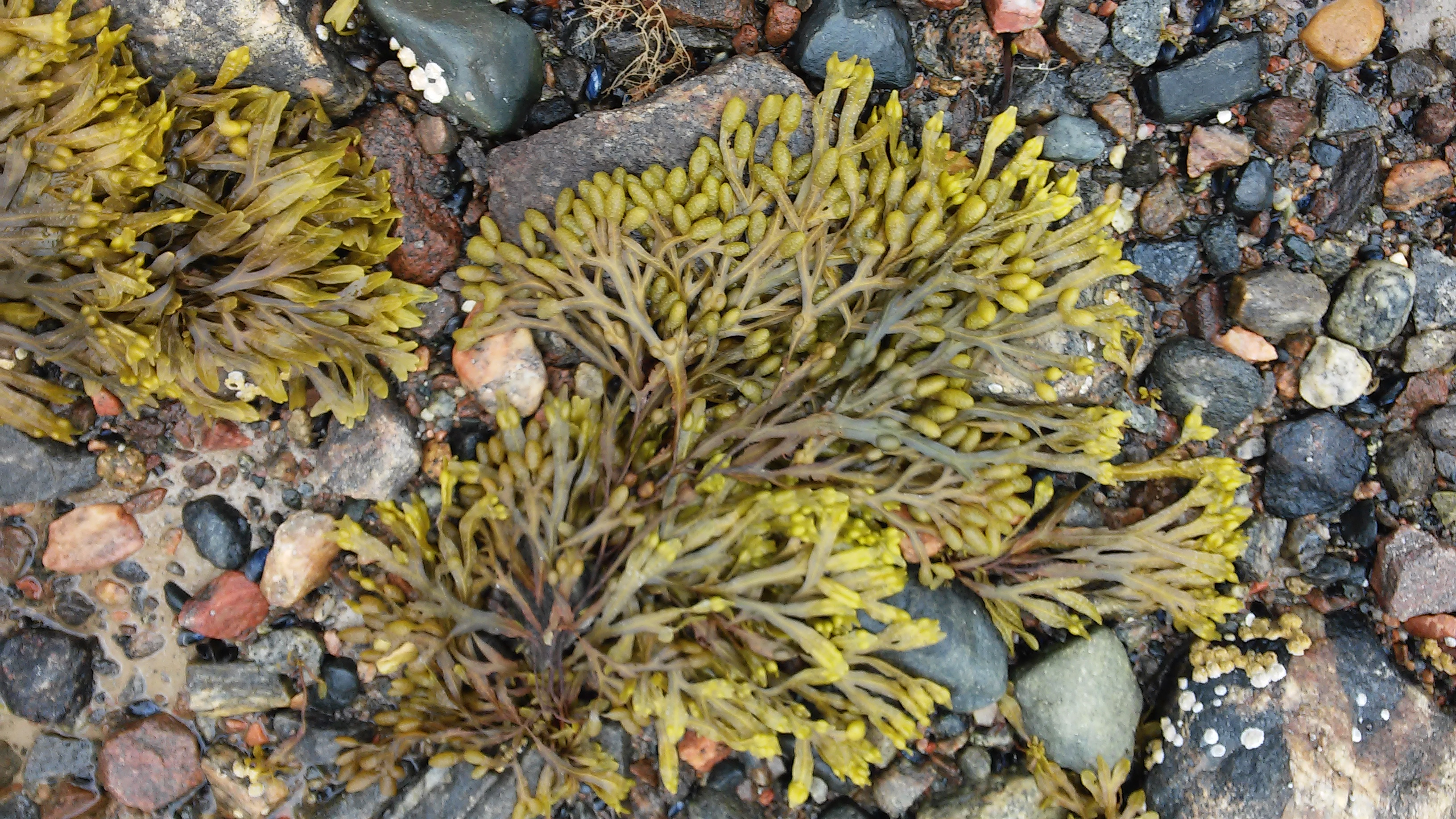
Фукус пузырчатый

Фукус идеален для изучения размножения, репродуктивной изоляции и генов видообразования, поскольку род состоит из двух линий, как с гермафродитным, так и с двудомным видом, гибридизирующимся в некоторой части их ареала.
Группа российских учёных из Южного научного центра РАН и Мурманского морского биологического института под руководством профессора Григория Воскобойникова и кандидата биологических наук Олега Степаньяна разработала биофильтры на основе фукусовых водорослей, способные эффективно и безопасно очищать морскую воду от нефтяных загрязнений. Вид Фукус пузырчатый (Fucus vesiculosus), на основе которого работает новый метод, является самой устойчивой к воздействиям водорослью. Этот суперорганизм способен выдерживать отрицательные температуры, условия полярной ночи и т. д. Диапазон устойчивости фукуса пузырчатого к нефтепродуктам составляет 50 мг/л при норме ПДК 0,05 мг/л. Эксперименты российских учёных показали, что несколько десятков килограммов этих водорослей, расположенных определённым образом, способны утилизировать в воде несколько тонн нефтепродуктов.

## Систематика
В списке видов приведены только принятые в настоящее время таксоны рода Fucus:
- Fucus atomarius  (Woodward) Bertoloni
- Fucus ceranoides L.
- Fucus chalonii Feldmann
- Fucus cottonii M. J. Wynne & Magne
- Fucus distichus L.
- Fucus evanescens C.Agardh
- Fucus furcatus [Stackhouse, 1801]
- Fucus guiryi [G. I. Zardi, K. R. Nicastro, E. S. Serrão, G. A. Pearson]
- Fucus gardneri P. C. Silva
- Fucus lagasca  Clemente, 1807
- Fucus mytili  Nienburg
- Fucus nereideus Lightfoot
- Fucus radicans  L. Bergström & L. Kautsky, 2005
- Fucus serratus L.
- Fucus spermophorus L.
- Fucus spiralis L.
- Fucus tendo L.
- Fucus vesiculosus L. (Фукус пузырчатый)
- Fucus virsoides J. Agardh